# Letónia no Festival Eurovisão da Canção 2014
Aarzemnieki é uma Banda de idioma Letão. O vocalista da banda chama-se Jöran Steinhauer é Alemão.
A banda vai representar o país da Letónia com o tema (Cake to  Bake ; em português : Bolo para cozinhar , no programa chamado Festival da Canção. Participaram na primeira semi final de duas , dia 6 de maio que ocorre a 1º Semi Final a segunda é dia 8 de maio e grande final é dia 10 maio.
Eles foram escolhidos pela final nacional chamada Dziesma ; o artista e a canção foi conhecida dia 22 de Fevereiro de 2014.

## Dziesma
Resultado da Final :
| Final – 22 Fevereiro 2014 | Final – 22 Fevereiro 2014      | Final – 22 Fevereiro 2014 | Final – 22 Fevereiro 2014 | Final – 22 Fevereiro 2014 | Final – 22 Fevereiro 2014 | Final – 22 Fevereiro 2014 | Final – 22 Fevereiro 2014 | Final – 22 Fevereiro 2014 |
| Ordem                     | Artista                        | Música                    | Juri                      | Televoto                  | Televoto                  | Total                     | Lugar                     |                           |
| ------------------------- | ------------------------------ | ------------------------- | ------------------------- | ------------------------- | ------------------------- | ------------------------- | ------------------------- | ------------------------- |
| 1                         | Ralfs Eilands and Valters Pūce | "Revelation"              | 1                         | 905                       | 8                         | 9                         | 4                         |                           |
| 2                         | Markus Riva                    | "Lights On"               | 10                        | 632                       | 10                        | 20                        | 11                        |                           |
| 3                         | Katrīna Bindere                | "Moment and Tomorrow"     | 7                         | 1298                      | 5                         | 12                        | 7                         |                           |
| 4                         | Dons                           | "Pēdējā vēstule"          | 2                         | 2426                      | 1                         | 3                         | 1                         |                           |
| 5                         | Samanta Tīna                   | "Stay"                    | 5                         | 1302                      | 4                         | 9                         | 3                         |                           |
| 6                         | Niko                           | "Here I Am Again"         | 11                        | 1269                      | 6                         | 17                        | 9                         |                           |
| 7                         | MyRadiantU                     | "Going All the Way"       | 6                         | 686                       | 9                         | 15                        | 8                         |                           |
| 8                         | Olga and Līgo                  | "Saule riet"              | 9                         | 1960                      | 3                         | 12                        | 6                         |                           |
| 9                         | Aminata Savadogo               | "I Can Breathe"           | 3                         | 948                       | 7                         | 10                        | 5                         |                           |
| 10                        | Aarzemnieki                    | "Cake To Bake"            | 4                         | 2398                      | 2                         | 6                         | 2                         |                           |
| 11                        | Eirošmits                      | "If I Could (Get Away)"   | 8                         | 541                       | 11                        | 19                        | 10                        |                           |
| 12                        | Katrine Lukins                 | "You Are The Reason"      | 12                        | 380                       | 12                        | 24                        | 12                        |                           |

| Super final – 22 Fevereiro 2014 | Super final – 22 Fevereiro 2014 | Super final – 22 Fevereiro 2014 | Super final – 22 Fevereiro 2014 | Super final – 22 Fevereiro 2014 | Super final – 22 Fevereiro 2014 | Super final – 22 Fevereiro 2014 | Super final – 22 Fevereiro 2014 | Super final – 22 Fevereiro 2014 | Super final – 22 Fevereiro 2014 |
| Ordem                           | Artista                         | Música                          | Jury                            | Jury                            | Internet                        | SMS                             | Televoto                        | Total                           | Lugar                           |
| ------------------------------- | ------------------------------- | ------------------------------- | ------------------------------- | ------------------------------- | ------------------------------- | ------------------------------- | ------------------------------- | ------------------------------- | ------------------------------- |
| 1                               | Dons                            | "Pēdējā vēstule"                |                                 | 1                               | 1551                            | 3830                            | 2                               | 3                               | 2                               |
| 2                               | Samanta Tīna                    | "Stay"                          |                                 | 3                               | 797                             | 1979                            | 3                               | 6                               | 3                               |
| 3                               | Aarzemnieki                     | "Cake To Bake"                  |                                 | 2                               | 1529                            | 3949                            | 1                               | 3                               | 1                               |